# 북마케도니아 올림픽 위원회
북마케도니아 올림픽 위원회(마케도니아어: Олимписки комитет на Северна Македонија)는 북마케도니아의 국가 올림픽 위원회이다. IOC 코드는 MKD이다. 본부는 스코페에 있으며 유럽 올림픽 위원회에 소속되어 있다.
23개 국가 하계 스포츠 종목 연맹과 3개 국가 동계 스포츠 종목 연맹이 소속되어 있으며 북마케도니아의 스포츠 발전을 담당한다. 또한 올림픽, 유러피언 게임을 비롯한 국제 스포츠 대회에 참가하는 북마케도니아의 선수들을 대표한다.
1992년에 설립되었으며 1993년에 국제 올림픽 위원회의 승인을 받았다. 국제 올림픽 위원회에서는 마케도니아 국호 분쟁을 고려하여 2019년까지 구유고슬라비아 마케도니아 공화국 올림픽 위원회(Olympic Committee of the Former Yugoslav Republic of Macedonia)라는 이름을 사용하였다.

## 같이 보기
- 올림픽 북마케도니아 선수단